# Drogoaddicció

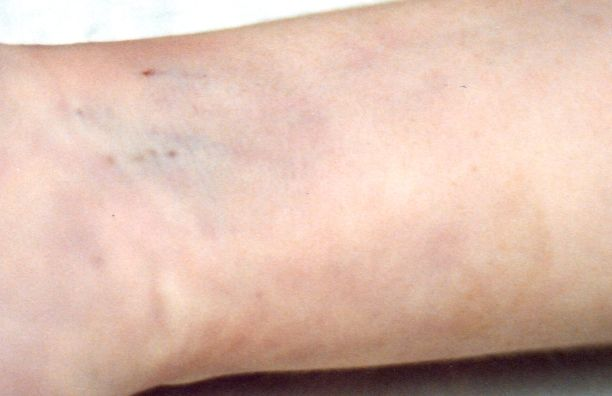
Venipuncions al canell d'un addicte a l'heroïna.

La drogoaddicció o addicció a les drogues, és la condició de qui té la necessitat irrefrenable i freqüent de consumir una substància (en general una droga, malgrat el dany físic, psicològic, afectiu, emotiu o social que tal comportament pugui comportar-li com a conseqüència. És una síndrome generada per l'ús de la substància estupefaent i psicotropa, moltes de les quals letals, que sovint afecta la joventut.
Aquesta toxicomania és també un problema social en especial, per la conseqüència directa en l'ordre públic i sobre la despesa pública dels estats.
Moltes substàncies causen dependència, entre les més difoses hi ha la cocaïna, l'heroïna, amfetamina, el tabac i l'alcohol. S'anomena politoxicomania si el consum addicte és de més d'una substància.
S'estima que el 5,6 % de la població mundial entre les edats de 15 a 64 anys, o 185 milions de persones, consumeixen drogues il·lícites anualment.

## Danys potencials
La drogoaddicció afecta el sistema nerviós central que produeix canvis en l'humor, i en els nivells de consciència, de percepció i de les sensacions. Altres parts de l'organisme són afectades i algunes drogues sembla que facin més probable l'accés a altres tipus de drogues.